# نيكولا دي كوسمو
نيكولا دي كوسمو (بالإنجليزية: Nicola Di Cosmo)‏ هو مؤرخ أمريكي، ولد في 1957.